# Alfred Sant
Alfred Sant (Sliema, 28 febbraio 1948) è un politico e scrittore maltese.
Alfred Sant è stato capo del Partito Laburista dal 1992 fino al 2008 e Primo Ministro di Malta tra il 1996 e il 1998
 Sant è anche uno scrittore e drammaturgo affermato e ha pubblicato numerosi libri in lingua maltese.

## Biografia
Sant si è laureato in fisica presso l'Università di Malta nel 1968. Ha studiato amministrazione pubblica nel 1970 presso l'Ecole Nationale d'Administration (ENA) di Parigi.
Sant ha lavorato come diplomatico alla Missione di Malta presso le Comunità europee a Bruxelles tra il 1970 e il 1975, quando ha preso congedo per intraprendere studi a tempo pieno negli Stati Uniti. Ha completato un Master of Business Management presso la Boston University Graduate School of Management nel 1976 e ha ottenuto il titolo di Doctor of Business Administration presso la Harvard Business School nel 1979.
Tra il 1977 e il 1978 Sant è stato consigliere del Ministero delle industrie pubbliche, e quindi amministratore delegato del gruppo Medina Consulting nel 1978-1980. Sant tornò nel settore pubblico nel 1980 come vice presidente esecutivo della Malta Development Corporation. Dal 1982 ha iniziato a lavorare come consulente privato.
Il primo incarico politico di Sant con il Partito laburista fu a capo del suo dipartimento di informazione (1982-1992). Durante questo periodo ricoprì anche la carica di Presidente del Partito (1984-1988) e presiedette la Fondazione Guze Ellul Mercer del Partito laburista di Malta e del sindacato General Workers' Union. È stato inoltre direttore del settimanale di partito Il-Ħelsien [La Libertà] (1987-1988).
Nel 1988-89, ha presieduto un gruppo di lavoro di partito sulle relazioni con la Comunità europea, il cui rapporto è stato poi pubblicato in inglese e maltese. Un altro studio di Sant, intitolato "Malta's European Challenge", è stato pubblicato nel 1995 e si è concentrato sulla necessità per Malta di stabilire le migliori relazioni possibili con l'Unione europea, compatibilmente con la posizione di Malta al centro del Mediterraneo .
Sant è stato candidato al Parlamento per la prima volta nel 1987; sebbene non eletto, è stato cooptato in Parlamento più tardi nello stesso anno. Nel 1992, in seguito alle dimissioni di Karmenu Mifsud Bonnici, è stato nominato a capo del partito.

### Primo Ministro nel 1996-98
Il partito laburista vinse di misura le elezioni dell'ottobre 1996 sotto Sant, anche grazie a una campagna per la rimozione dell'imposta sul valore aggiunto (IVA) che era stata introdotta nel 1995 come passo impopolare ma necessario verso l'adesione all'UE. Un anno dopo l'entrata in carica, il governo laburista sostituì l'IVA con un'imposta indiretta analoga, la Customs and Excise Tax (CET). Il governo Sant bloccò inoltre la domanda di Malta per l'adesione all'UE, che era stata presentata dal precedente governo nazionalista.
Il mandato di Sant come premier durò solo 22 mesi. Con un solo seggio di maggioranza in Parlamento, il governo era vulnerabile alle minacce dell'ex primo ministro e leader laburista Dom Mintoff. Le cose accelerarono nell'estate del 1998, quando una lite con Mintoff su una concessione costiera a una società privata comportò la sconfitta del governo sulla mozione di trasferimento della terra. Sant ritenne che la maggioranza parlamentare del governo fosse compromessa e chiese al presidente della repubblica di sciogliere la Camera. Nelle successive elezioni anticipate tenute nel settembre 1998, il Partito laburista fu sconfitto.

### Referendum ed elezioni del 2003
Il partito nazionalista, tornato al potere, riattivò la domanda di adesione all'UE. Alfred Sant rimase leader dell'opposizione e fece una forte campagna contro l'adesione all'Unione europea.
Nel periodo precedente al referendum sull'adesione all'UE del marzo 2003, Sant criticò fortemente quello che chiamava un "referendum farsa" insistendo sul fatto che solo nuove elezioni avrebbero potuto risolvere la questione dell'adesione all'UE. Invitò quindi gli elettori laburisti a votare No, astenersi o invalidare la scheda. Lui stesso si astenne. Il Sì vinse il referendum con il 54% dei voti e un'affluenza superiore al 90%, ma Sant affermò che si trattava di meno della metà di tutti gli elettori registrati. Sulla base di questa interpretazione "sconcertante", entrambe le parti cantavano vittoria per le strade. In considerazione della mancanza di consenso sull'interpretazione del risultato, il Primo Ministro Eddie Fenech Adami chiese al Presidente della Repubblica di sciogliere il Parlamento e indire elezioni anticipate. Queste si svolsero nell'aprile del 2003 e il Partito laburista venne nuovamente sconfitto alle urne.
Sant diede le dimissioni da leader del partito, ma si portò nuovamente candidato alla carica, contestata anche da John Attard Montalto e Angelo Farrugia. Sant fu rieletto alla guida del partito con il 66% dei voti espressi dai delegati del Partito laburista.

### Elezioni del 2008
Il Partito Laburista, guidato da Sant, presentò un nuovo programma Pjan għal bidu ġdid (Piano per un nuovo inizio) con il motto Bżonn ta 'Bidla (La necessità di un cambiamento) dopo 20 anni di governo nazionalista, salvo il breve periodo di Sant stesso dal 1996 al 1998. Il programma elettorale laburista conteneva riferimenti a revisioni nel sistema educativo (che si sono rivelate estremamente controverse), dimezzamento della sovrattassa sull'elettricità, e agevolazioni fiscali sul lavoro straordinario.
Alle elezioni maltesi del 2008, Sant fu sconfitto per la terza volta consecutiva, questa volta da Lawrence Gonzi, con un ridotto margine di soli 1.580 voti. In seguito alla sconfitta, Sant si dimise da capo del Partito laburista il 10 marzo 2008 e da capo dell'opposizione il 5 giugno 2008; gli successe come capo del partito Joseph Muscat e come capo dell'opposizione Charles Mangion. Sant mantenne il seggio in Parlamento come backbencher.

### Elezioni del Parlamento europeo 2014
Sant annunciò che si sarebbe candidato per il Partito laburista alle elezioni del Parlamento europeo del 2014, nonostante la sua precedente opposizione all'adesione all'UE di Malta. Fu eletto con 48.739 voti di preferenza, più di qualsiasi altro candidato. Non si è candidato alla rielezione nel 2019.

## Opere letterarie e giornalismo
Alfred Sant è anche un affermato e prolifico romanziere, scrittore di racconti e drammaturgo in lingua maltese. Le sue opere pubblicate comprendono opere teatrali, racconti, romanzi e saggistica.

### Teatro
- Min Hu Evelyn Costa? [Chi è Evelyn Costa?]  (1979)[9]
- Fid-Dell tal-Katidral [All'ombra della cattedrale]  (1994)[10]
- Qabel Tiftaħ l-Inkjesta [Prima che apra l'inchiesta] (1999)[11]

### Raccolte di racconti
- Kwart ta 'Mija [Un quarto di cento] (1995)[12]
- Pupu fil-Baħar  [Bambola a mare] (2009)[13]

### Romanzi
- L-Ewwel Weraq tal-Bajtar [Le prime foglie del fico] (1968)[14]
- Bejgħ u Xiri [Compere e vendite] (1981)[15]
- Silġ fuq Kemmuna  [Neve su Comino] (1982)[16]
- La Bidu, La Tmiem [Né Inizio, Né Fine] (2001)[17]
- L-Għalqa tal-Iskarjota [Il campo dell'Iscariota] (2009)[18]
- George Bush f'Malta (2013)[19]

### Saggi
- Raccolta di saggi politici, L-Impenn għall-Bidla [L'impegno verso il cambiamento] (1986)[20]
- Cronaca politica, It-28 ta 'aprile 1958  [Il 28 aprile 1958] (1988)[21]
- Malta's European Challenge [La sfida europea di Malta] (1995)[22]
- Confessioni di un maltese europeo (autobiografia 2003)[23]
- Is-Soċjaliżmu fi Żminijietna [Il socialismo ai nostri tempi] (2004)[24]

### Altri scritti
Sant ha curato Tomorrow, una rivista mensile in lingua inglese (1982-1985) e Society, una rivista di opinione trimestrale, oltre a scrivere numerosi articoli. Sant ha anche contribuito regolarmente al settimanale in lingua maltese It-Torċa del sindacato General Workers' Union (GWU) fino al marzo 2008.